# Hugo Balzo
Hugo Balzo del Buono (Montevideo, 29 de junio de 1912 - Montevideo, 17 de julio de 1982) fue un pianista uruguayo, director de uno de los conservatorios más importantes de Uruguay.

## Biografía
Hijo de Miguel Balzo, músico y de Juana del Buono, hermano de Tulio Balzo. A los ocho años comenzó sus estudios musicales en el Instituto Musical Fálleri de Montevideo, con Agar Fálleri, alumna de Sgambatti, a su vez alumno de Liszt- quien poseía una muy buena formación europea, habiéndose diplomado en el Conservatorio Santa Cecilia de Roma en 1904. A la muerte  de su padre, Agar Fálleri se hizo cargo de la dirección del Instituto.
A los doce años debutó ofreciendo junto a su profesora un recital en el Instituto Verdi, presentando un variado programa que incluía obras a dos pianos. A los 14 años se recibió de profesor de piano. Estudió con Fálleri hasta 1936, año en el que partió hacia París, donde recibió clases de Robert Casadesus, Isidor Philipp, Mme. Pachamann, Noël Galon, Ricardo Viñes, Alfredo Casella y Maurice Ravel
En Europa dio a conocer las obras de Eduardo Fabini, compositor uruguayo, y otras obras de compositores latinoamericanos. Alberto Ginastera, compositor argentino, comentó: "Balzo fue el primero en interpretar mis obras en París; gracias a él me conocieron". Ginastera le dedicó su obra  Malambo.
Cuando se declaró la Segunda Guerra Mundial, regresó a Uruguay donde fue nombrado solista de la Orquesta Sinfónica del SODRE (OSSODRE).
En Argentina tocó en presencia de Manuel de Falla y, en 1940, realizó recitales en distintos puntos de Uruguay. En esa época formó un recordado dúo de pianos con Nybia Mariño.
Un año más tarde dio conciertos en Estados Unidos y se abrió un nuevo campo de estudio a través de la docencia, que completó cuando, en 1945, Agar Fálleri lo nombró director del Conservatorio y esa institución educativa fue conocida como conservatorio Falleri-Balzo.
Fue solista bajo la dirección de reconocidos directores internacionales y nacionales. Estrenó en Uruguay y para toda América Latina, bajo la dirección de Kachaturián, el concierto para piano y orquesta de Kachaturián. Más tarde haría una gira por Latinoamérica dando a conocer el citado concierto.

## Actividad docente
Paulatinamente se fue volcando a la docencia y fue formador de varios concertistas de piano  del Uruguay: Ruben Chelle, Diana Traverso, Jorge Noli, María Mercedes Luna, José Forcheimer, John Pea, Julieta Nicolini, Susana Frugone, Edison Quintana, María Teresa Chenlo, Manfredo Gerhardt, Carlos Cebro, Humberto Quagliata, Elisa Etchepare,  Élida Gencarelli y Julián Bello.
Fue, además, profesor del Instituto de Profesores Artigas, de la Facultad de Humanidades y Ciencias, del Conservatorio Nacional, de Educación Secundaria, Inspector de Música de Secundaria y Director Artístico del SODRE. Fue presidente de Juventudes Musicales del Uruguay.

## Discografía
- Para Elisa / Vals Op. 64 N.º2 (78rpm. Sondor 15001. 1950)
- Hugo Balzo (Orfeo 1003)
- Recital de piano (Ayuí / Tacuabé t/m8. 1973)

## Premios
- Leopold Bellán (París, 1936)
- Beethoven (Múnich, 1948)

## Reconocimientos
El SODRE bautizó con su nombre la sala de conciertos número 2 del Auditorio Nacional Adela Reta.
El correo Postal de Uruguay lanzó un sello en conmemoración de los 100 años del Conservatorio Falleri-Balzo en 1998